# Бхагаван
Бхагава́т, бхагаван (санскр. भगवान्, IAST: bhagavān «господин, владыка», «Благословенный») — в индуизме и буддизме имя-эпитет высших божеств, прежде всего Вишну и его аватар (Кришна и др.), реже Шивы и др.
В буддизме этим именем-эпитетом называют Гаутама Будду и других будд (прежде всего в махаяне).
Также «бхагават» было и остаётся в Индии формой вежливого обращения к почитаемому лицу (богу, святому, царю и др.), вроде русского «господин».
Бхагава́ти (санскр. — «bhágavati»: «Владеющая счастьем», «Благословенная») — женский род от «бхагават», используется как эпитет индийской богини счастья Лакшми.

## Этимология
Слово «bhagavat» (форма основы) или «bhagavān» (форма именительного падежа; к основе bhaga прибавлен суффикс -vant — суффикс обладания, причастности к чему-либо) первоначально значило «обладающий богатством / благом», «счастливый», «славный», «благословенный» и т. д. Позднее (в средние века) возникли значения «почитаемый», «святой» / «священный», «божественный».
Происходит от существительного «bhaga» («доля», «удача», «счастье»), родственного русским словам
«Бог» и «богатый».

## В вайшнавизме
В богословии вайшнавизма, Бхагаван выступает как личностный аспект Абсолютной истины. Три уровня осознания Абсолюта описываются, в частности, в «Бхагавата-пуране»:
1. Брахман — первый аспект Абсолюта. Достигая этого уровня, индивид обретает блаженное состояние сознания, и осознаёт величие вселенского всепронизывающего сияния Брахмана. Обычно вначале Брахман воспринимается безличным (как брахмаджйоти, сияние Вишну), но на зрелом уровне осознания Брахман воспринимается как Личность (Вишну).
2. Параматма — на этом уровне приходит осознание Параматмы, при котором становится возможным узреть Форму Бога, которая находится в сердцах всех живых существ, всегда сопровождая индивидуальную душу атман. На высшем уровне постижения Параматмы можно достичь Нараяны как Сверхдуши Вайкунтхи.
3. Бхагаван — после достижения этого уровня, джива (индивидуальная душа) согласно учению вайшнавов устанавливает прямые любовные взаимоотношения с Верховной Личностью Бога, в одной или нескольких из Его трансцендентных форм. В вайшнавизме этот уровень рассматривается как наивысший, как конечная стадия в осознании Бога.

### Определение шести основных качеств Бхагавана
Говорится, что Всевышний, Бхагаван, обладает бесчисленными духовными качествами, из которых принято выделять шесть основных. В «Вишну-пуране» (6.5.79) ведийский риши Парашара перечисляет эти шесть качеств, называемых санскритским термином «бхага»:
- Джнана («знание»)
- Вайрагья («отрешённость»)
- Яшаса («слава»)
- Вирья («сила»)
- Айшварья («богатство»)
- Шри («красота», «благословение»)

Понятие Бхагавана соотносится с монотеистической концепцией Бога, — это наивысшая личность, являющаяся источником всего сущего и обладающая абсолютной властью. Это значит, что Бхагаван обладает всей силой, всей мудростью. Бхагаван — это личность, обладающая силой, знанием, красотой, славой, богатством и отречением в полной мере. Иначе говоря, если перед нами стоит личность, обладающая всеми богатствами во вселенной, являющаяся самой сильной во всём творении, и т. д. со всеми другими своими качествами, её можно назвать Бхагаваном. В различных ведийских писаниях индуизма утверждается, что эти шесть качеств Бхагавана привлекают абсолютно всех. Кто-то может привлекаться всеми шестью сразу, кто-то только некоторыми из них. Например в гаудия-вайшнавизме Бхагавана называют Кришной, что в переводе значит всепривлекающий.
Практика, позволяющая постичь аспект вечности, называется «джнана-йогой». С постижением Брахмана, человек осознает два качества Бхагавана, знание и отречение.
Практика, позволяющая постичь Параматму — высшую душу в сердце, называется «аштанга-йогой» (санскр. — «восьмичленная йога»). Постигая высшую душу, человек обретает единство со сверхсознанием, в дополнение к вечности. С постижением высшей души человек постигает четыре качества Бхагавана: Его могущество и славу, в дополнение к знанию и отречению.
Практика, позволяющая постичь Высшую Личность, Бога, называется бхакти-йогой. На этой ступени осознания Истины человек в дополнение к вечному знанию обретает блаженство. На этом уровне человек осознает все качества Бхагавана. Как Личность Бога проявляет себя как Брахман и Параматму, так и бхакти (санскр. — «любовное служение Богу») является основой всех других форм самосовершенства. Поэтому в вайшнавизме утверждается, что духовная практика, лишенная элементов преданного служения Богу обречена на крах. Именно по этой причине духовные практики в традициях бхакти делают упор на бескорыстном служении Богу.

## Историческое использование термина
Самые ранние свидетельства существования религии бхагавата (бхагаватизм) относятся примерно ко V веку до н. э. Одним из таких свидетельств является надпись на колонне Гелиодора, в которой греческий посол из Таксилы в царстве Сунга, провозглашает себя «бхагаватой» («хелиодорена бхагаватена»):
Слово «бхагават» часто используется в ранних текстах пали для описания Будды, а также употребляется в ануссати как одно из слов для описания «татхагатхи». «Сакамуниса бхагавато» — надпись кхароштхи, обнаруженная на вазе, которую поместил в буддистскую ступу греческий меридарх (правитель провинции) по имени Феодор:
Меридарх Феодор возложил здесь мощи Господа Шакьямуни на благо всех людей.